# Kristen Nygaard
Kristen Nygaard (Oslo, 27 de agosto de 1926 — Oslo, 10 de agosto de 2002) foi um matemático e um pioneiro em linguagens de programação norueguês.